# Station Friedberg (Hess)
Station Friedberg (Hessen) is een spoorwegstation in de Duitse plaats Friedberg (Hessen). Het station werd in 1850 geopend aan de spoorlijn Kassel - Frankfurt.